# Serie A 2009-10
La Serie A 2009-10 (coneguda com la Sèrie A TIM per motius de patrocini) va ser la 108a edició de la Lliga italiana de futbol i la 78a temporada d'ençà que es disputa en sistema de lliga.

## Normativa
Hi havia tres equips promocionats de la Sèrie B, en substitució dels tres equips que van baixar després de la temporada 2008-09. Nike va proporcionar una nova pilota de partit, la T90 Ascente, per aquesta temporada. Després de la temporada, citant un contracte televisiu més gran, els disset equips que van sobreviure a la temporada i els tres equips promocionats van formar una nova lliga semblant a la Premier League anglesa.
La cursa pel títol només es va resoldre l'últim dia de la temporada. El títol va ser guanyat per l'Internazionale, el seu cinquè títol consecutiu. L'Inter completaria el primer i únic triplet d'un equip italià en guanyar la Copa Itàlia i la Champions.

## Classificació
- Font: www.resultados-futbol.com/serie_a2010'